# Arianespace
Arianespace er et fransk selskab, der er ansvarlig for markedsføring og drift af rumlanceringssystemer udviklet af ArianeGroup, nemlig Ariane og Vega launcher-familierne, der blev oprettet i 1980. Virksomheden definerer sig med egne ord som en "launch operator". Siden 2007 har Arianespace, efter en aftale mellem Den Europæiske Rumorganisation (ESA) og den russiske rumfartsorganisation Roscosmos, også været ansvarlig for lanceringen af Sojuz-bæreraketterne. Ariane-lanceringsbasen, der ligger i Kourou i Fransk Guyana (Centre spatial guyanais), tilbyder Arianespace en betydelig fordel i forhold til sine konkurrenter på grund af sin nærhed til ækvator i et område uden risiko for tropiske cykloner.

## Eksternelinks
- Wikimedia Commons har flere filer relateret til Arianespace